# Merionoeda scutulata
Merionoeda scutulata là một loài bọ cánh cứng trong họ Cerambycidae.